# Guboke Cuo
Guboke Cuo (kinesiska: 古波克错) är en sjö i Kina. Den ligger i den autonoma regionen Tibet, i den sydvästra delen av landet, omkring 950 kilometer nordväst om regionhuvudstaden Lhasa. Trakten runt Guboke Cuo är ofruktbar med lite eller ingen växtlighet.
Genomsnittlig årsnederbörd är 175 millimeter. Den regnigaste månaden är augusti, med i genomsnitt 71 mm nederbörd, och den torraste är december, med 1 mm nederbörd.